# Birkás Géza
Birkás Géza (Köveskál, 1879. augusztus 1. – Szeged, 1951. október 15.) irodalom- és művelődéstörténész, nyelvész, szótáríró, egyetemi professzor, rektor. A magyar–francia művelődéstörténeti kapcsolatokat és a francia irodalomtörténetet kutatta.

## Életpályája
Birkás Gáspár és Seller Klára fia. A középiskolát a veszprémi piarista gimnáziumban végezte el, majd a budapesti, grenoble-i és genfi egyetemeken folytatta felsőfokú tanulmányait. 1902-ben nyert magyar–francia szakos középiskolai tanári diplomát. Tanulmányutakat tett Olaszországban, Angliában, Belgiumban, Svájcban, Ausztriában, s két évet a Sorbonne-on is töltött. 1902–23 között a budapesti Főreáliskolában[pontosabban?], közben 1903-tól két éven át a Medve utcai polgári iskolában is tanított francia nyelvet. 1919-től a budapesti tankerület francia nyelvi szakfelügyelője. Ő volt a fordítója és előkészítője annak a francia nyelvű anyagnak, mellyel a magyar delegáció a trianoni béketárgyalásokra érkezett.
1922-ben a budapesti Pázmány Péter Tudományegyetemen francia irodalomtörténetből magántanári képesítést szerzett. 1923-ban Pécsre költözött és az ottani egyetemen a francia nyelvnek és irodalomnak lett helyettes, majd nyilvános rendes tanára. 1938–39-ben az egyetem rektoraként működött. Egyetemi munkája mellett francia művelődéstörténeti és irodalmi tárgyú cikkeket, tanulmányokat írt, továbbá szótár- és nyelvkönyvírással is foglalkozott.
Amikor a pécsi Erzsébet Tudományegyetem a II. bécsi döntés után visszaköltözött Pozsonyba, Birkás Géza az újonnan megalapított Horthy Miklós Tudományegyetemre került a Francia Filológiai Intézet addigi vezetője, Zolnai Béla utódjaként, akit 1940. október 19-én a Kolozsvárra visszaköltözött Magyar Királyi Ferenc József Tudományegyetem hasonló nevű intézetének élére neveztek ki. E posztján 1940–48 között állt. Az 1947/48-as tanévben dékáni tisztséget töltött be a Bölcsészettudományi Karon. Az 1948. naptári év második felében nyugdíjazták.
1951-ben érte a halál. A szegedi Dugonics temetőben nyugszik, a VIII. parcella 3. sorának 5. számú, védett (MK 2006/148) sírhelyén.

## Művei (válogatás)
- Rousseau természetérzése (Budapest, 1901)
- Montaigne pedagógiai tanulmányai (ford., bev. és jz.; Budapest, 1913)
- A francia irodalom története a legrégibb időktől napjainkig (Budapest, 1927)[5]
- A magyarság francia barátai régen és most (Pécs, 1936)
- Egy francia utazó Magyarországon 1597-ben (Budapest, 1938)
- A régi Pécs külföldi útleírások alapján (Pécs, 1939)
- Az ember tragédiája és a franciák (Budapest, 1942)
- Francia-magyar, magyar-francia szótár (Budapest, 1934)[5]
- Francia utazók Magyarországon (Szeged, 1948)

## Társasági tagság
- Philológiai Társaság
- Irodalomtörténeti Társaság (választmányi tag)
- Keresztény Nemzeti Liga (főtitkár)